# Moorsee (Waren)
Der Moorsee liegt südlich von Waren (Müritz) im Landkreis Mecklenburgische Seenplatte in Mecklenburg-Vorpommern und nordöstlich der Müritz im Osten der Mecklenburgischen Seenplatte. Das 16,4 Hektar große Gewässer auf 62,5 m ü. NHN liegt im „Teufelsbruch“, einer sumpfigen Niederung, innerhalb der Pflegezone des Müritz-Nationalparks. Der See hat eine maximale Ausdehnung von 450 Meter mal 480 Meter. Es existiert ein Abfluss zum Warnker See im Südosten.

## Nachweise
1. ↑  Geodatenviewer des Amtes für Geoinformation, Vermessungs- und Katasterwesen Mecklenburg-Vorpommern (Hinweise)